# Apfelreifeklasse
Apfelreifeklassen waren ein Ordnungsprinzip, das Apfelsorten nach ihrer jeweiligen Pflück- und Genussreife erfasste. Man unterschied Sommeräpfel, Herbstäpfel und Winteräpfel.
Da eine frühere Ernte den Geschmack sehr nachteilig beeinflusst, wird sie heute so gut wie nicht mehr praktiziert, weshalb diese Unterscheidung heute obsolet ist und angesichts der globalisierten Marktwirtschaft und der damit verbundenen ständigen Verfügbarkeit und der längeren Lagerfähigkeit durch Kühllagerung in sauerstoffarmer Atmosphäre (CA-Lager), unter Schutzatmosphäre oder wegen Begasung mit 1-Methylcyclopropen (MCP) keine Rolle mehr spielt.
Mit der Pflückreife war gemeint, dass die Frucht „vom Baum gepflückt“ bereits genussreif ist. Sogenannte Winteräpfel wurden früher einige Zeit vor ihrer Genussreife am Baum geerntet, um so die Lagerfähigkeit zu verbessern. Die Reife von Sommer- und Herbstäpfeln ließ sich auch dadurch verzögern, dass die Früchte kurz vor der Endreife (umgangssprachlich „grün“ für unreif) gepflückt wurden (die Samenkerne sind noch weiß bis hellbraun) und erst bei der Lagerung ausreiften (die Kerne waren dann einheitlich dunkelbraun). Die Lagerfähigkeit ist stark abhängig von der Dicke der natürlichen Wachsschicht, die manche Apfelsorten, wie etwa Jonagold oder Granny Smith ausbilden, da diese die Verdunstung von Feuchtigkeit und somit das „Schrumpeln“ vermindert.
Die Reifezeitenbereiche der Früchte wurden üblicherweise in Monaten mit Hilfe der römischen Zahlen angegeben, beispielsweise „IX-III“ für das Intervall „von September bis in den März des Folgejahres“.

## Sommeräpfel
Sommeräpfel sind Apfelsorten mit früher bis sehr früher Reife, die zum Teil bereits im Juli (diese speziell: Frühäpfel), meist im August, spätestens aber vor der Haupterntezeit Mitte bis Ende September reif werden. Vor dem Beginn des globalen Obsthandels in der zweiten Hälfte des 20. Jahrhunderts waren Sommeräpfel wegen ihrer frühen Reife als erste Äpfel des neuen Jahres begehrt. Geschmacklich zeichnen sich Sommeräpfel häufig durch viel erfrischende Säure bei eher geringem Aroma aus.
Einige Sommeräpfel sind sehr druckempfindlich und können nach der Reife kaum oder nur für eine sehr kurze Zeit gelagert werden, da der Reifeprozess rasch voranschreitet und die Äpfel mehlig oder überreif werden. Die Äpfelsäure wird dabei zur schwächer sauer schmeckenden Milchsäure abgebaut, das Saure weicht der mehligen Süße. Sie werden daher kurz vor der Endreife gepflückt und sie reifen während der Manipulation im Handel aus. Wegen der schnellen Verderblichkeit sind sie eher im lokalen Handel zu finden und dem Selbstversorgeranbau im eigenen Garten vorbehalten.
Beispiele für Sommeräpfel
Typische Sommeräpfel sind der ‘Klarapfel’, ‘Schöner aus Bath’, ‘Pfirsichroter Sommerapfel’, ‘Jamba’, ‘Roter Astrachan’, ‘Astramel’, ‘Mantet’ Stark’s Earliest und ‘Piros’. Daneben gibt es noch viele weitere Sorten, die zum Teil nur regional verbreitet sind.

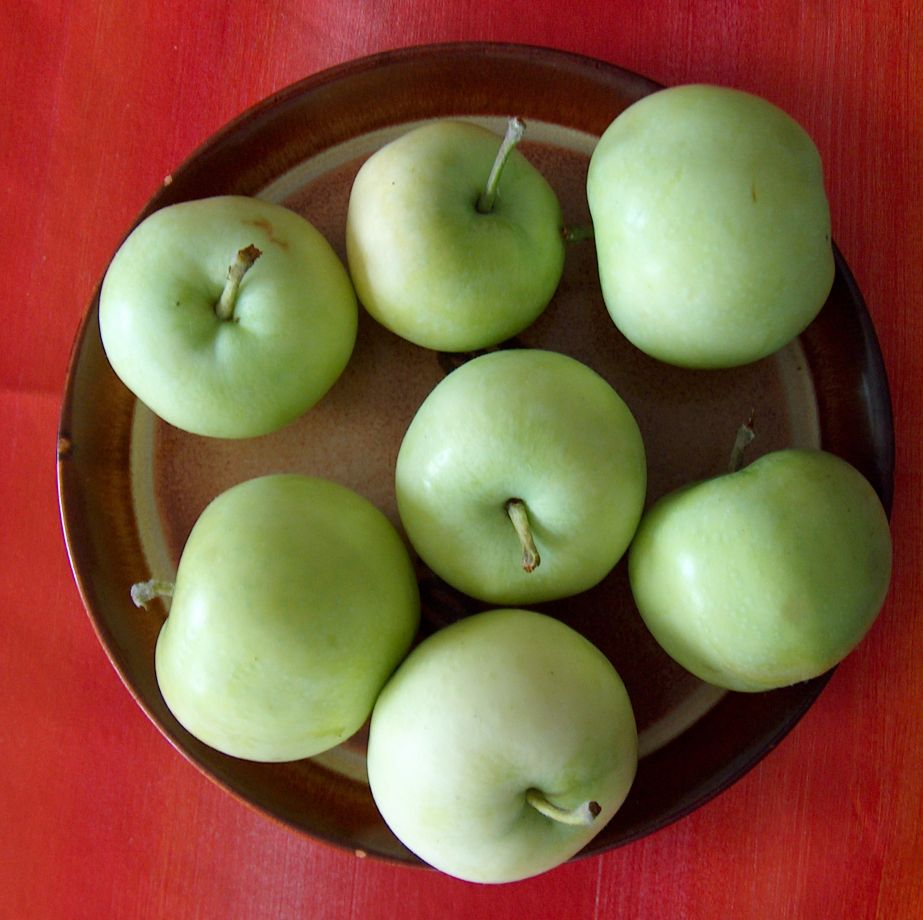
Weißer Klarapfel
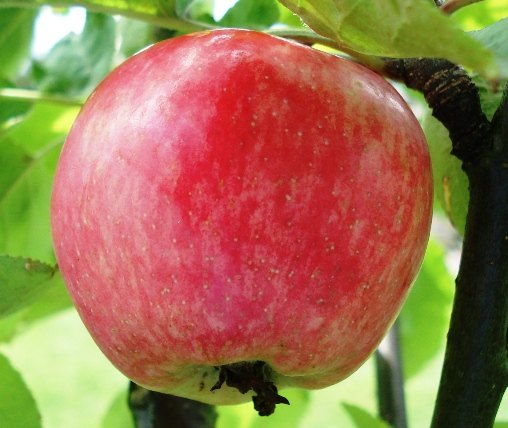
Pfirsichroter Sommerapfel
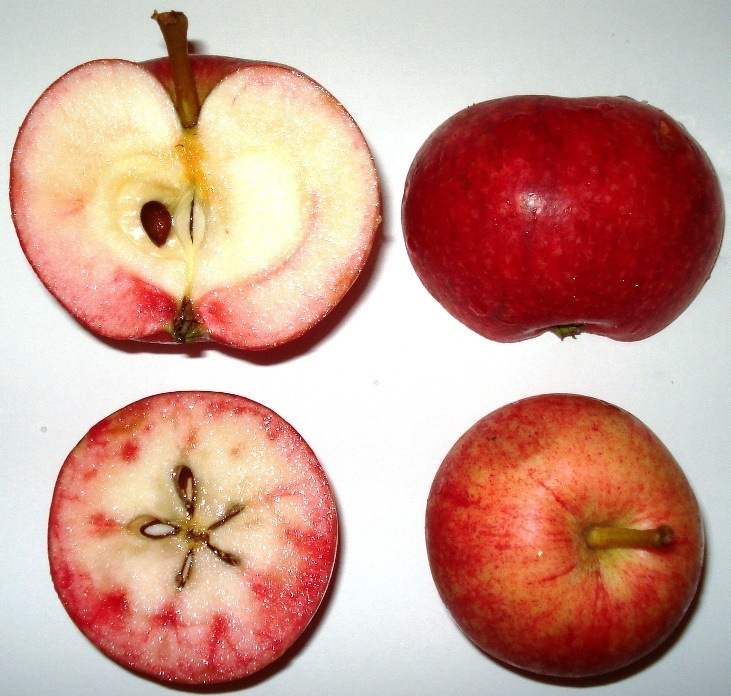
Schöner aus Bath
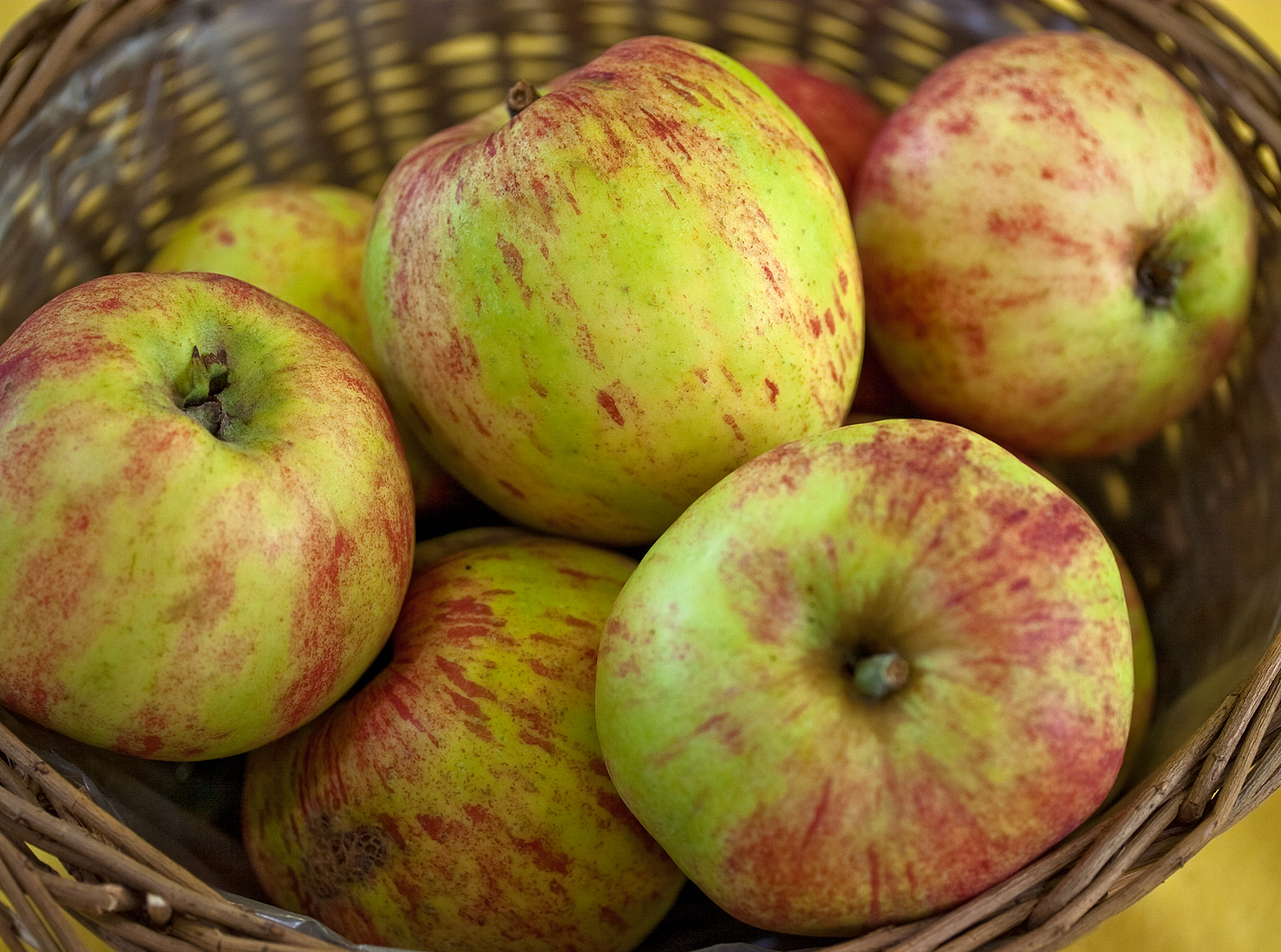
Gravensteiner, auch Sommerkönig genannt
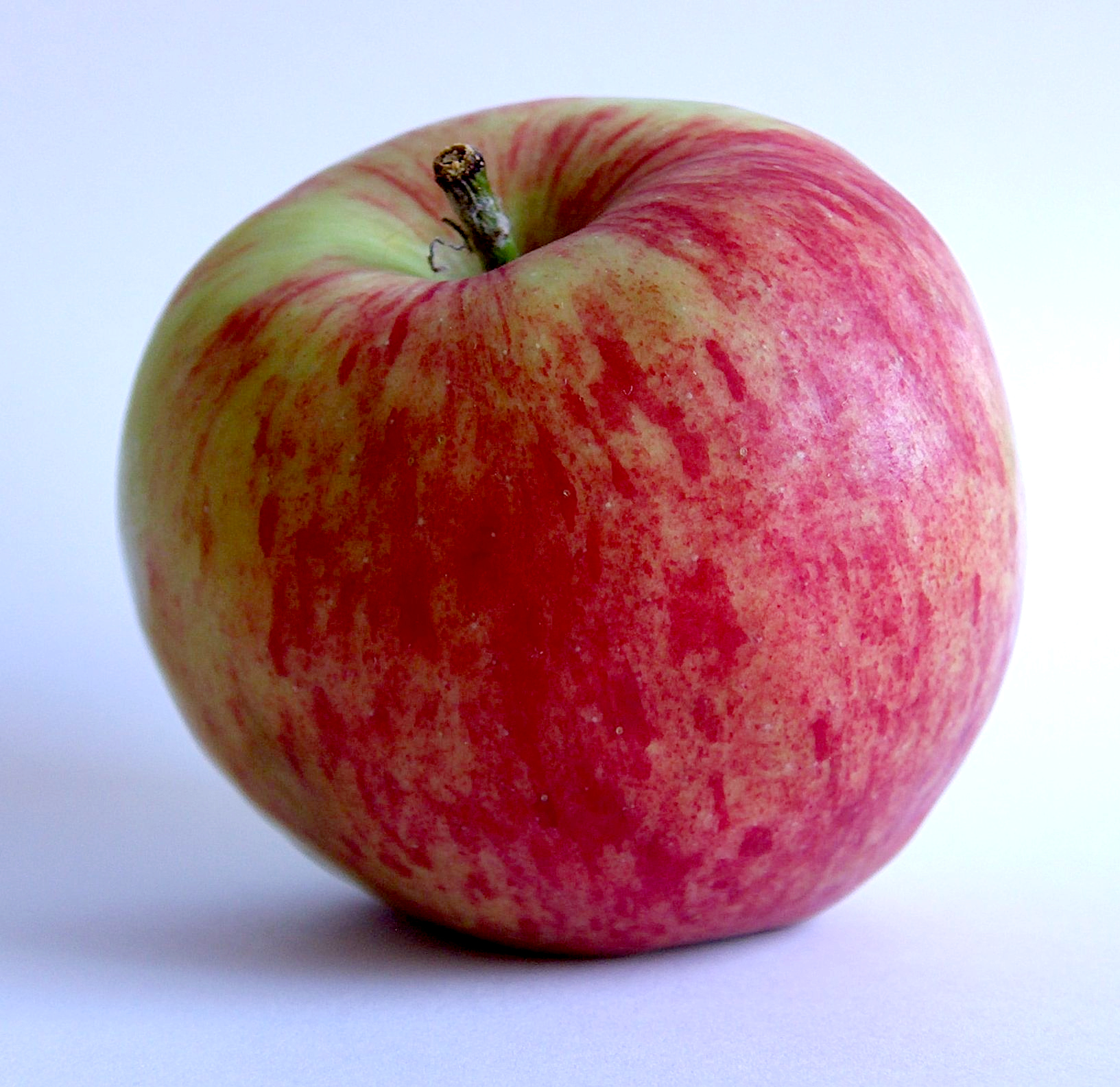
Pillnitzer Züchtung Piros

## Herbstäpfel
Als Herbstäpfel bezeichnet man Apfelsorten, die zwischen September und Oktober pflückreif werden und sofort oder nach nur kurzer Lagerung genussreif sind. Vor einer permanenten Versorgung mit Obst aus dem Supermarkt waren Herbstäpfel (neben lagerfähigen Birnen) eine der wichtigsten Quellen für die Versorgung mit frischem Obst im Herbst und Winter. Eine andere Bezugsquelle für Obst in der kalten Jahreszeit bot lediglich das Einkochen und Vermosten.
Beispiele für Herbstäpfel
Typische Herbstapfelsorten sind Alkmene und Holsteiner Cox. Weitere bekannte Herbstsorten sind u. a. Gelber Edelapfel, Ruhm aus Kirchwerder, Maunzen, Gewürzluiken sowie einige Sorten aus der Renette-Gruppe wie Cox Orangenrenette, Baumanns- und Kanadarenette.

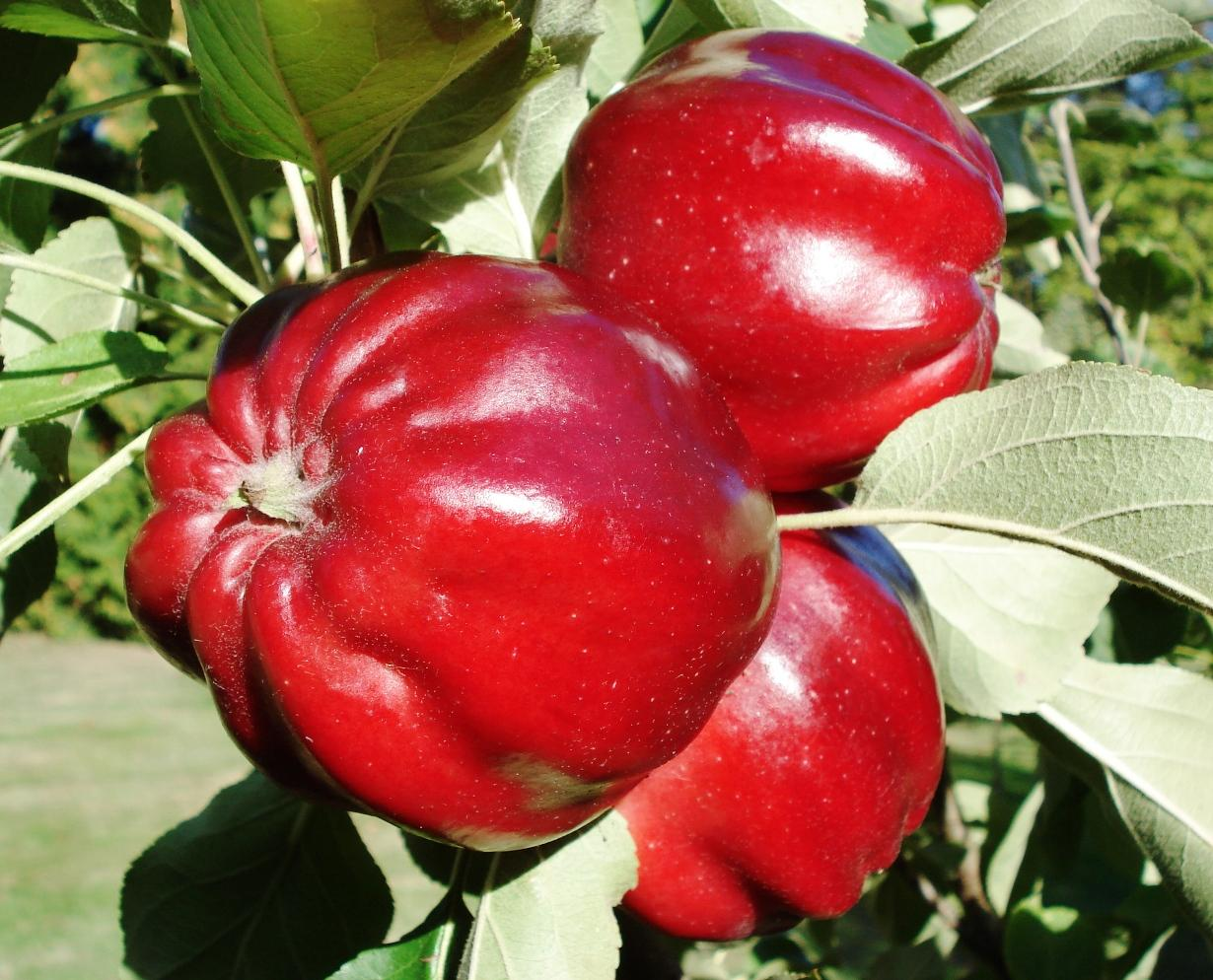
Roter Herbstkalvill
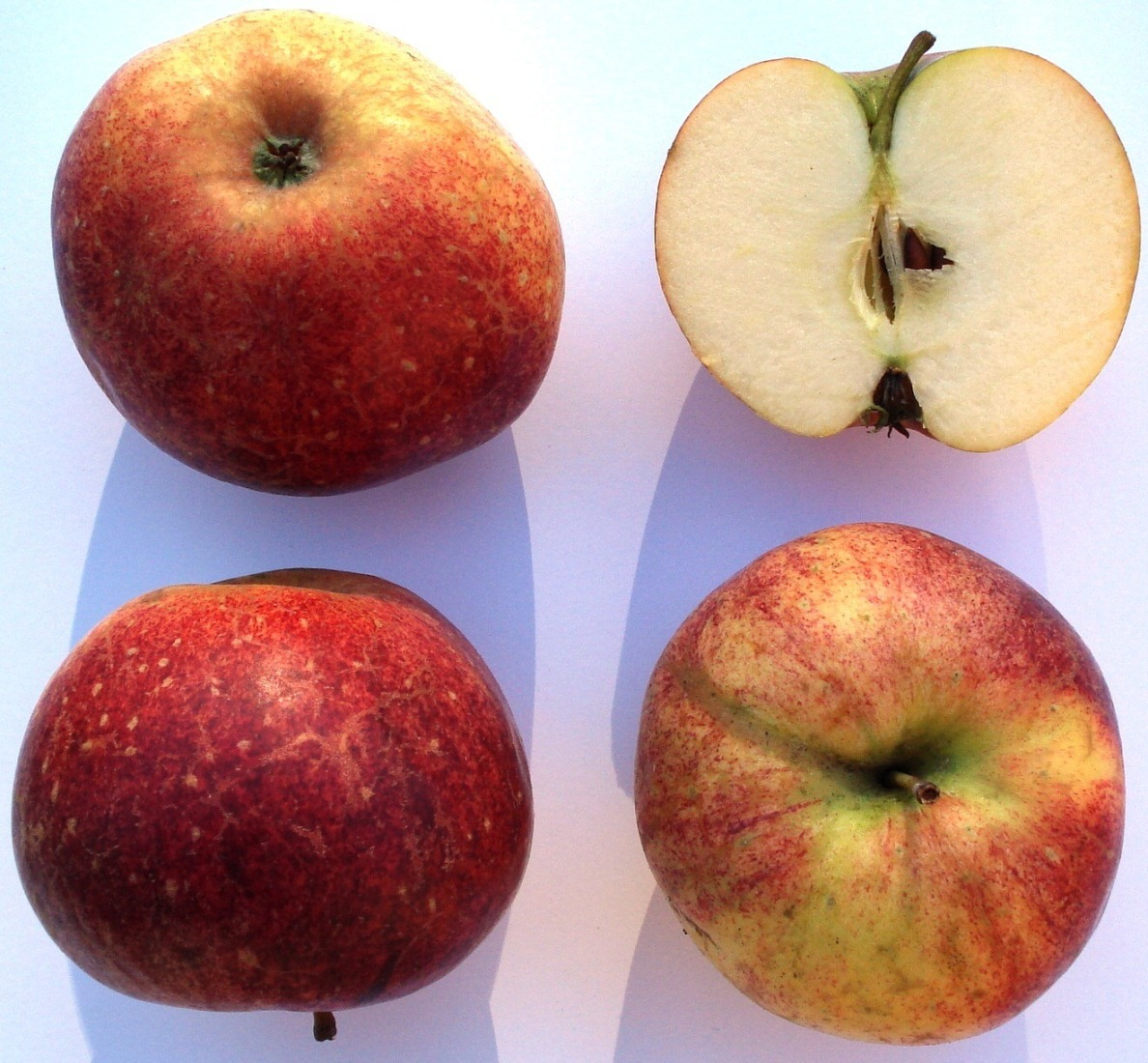
Ruhm aus Kirchwerder
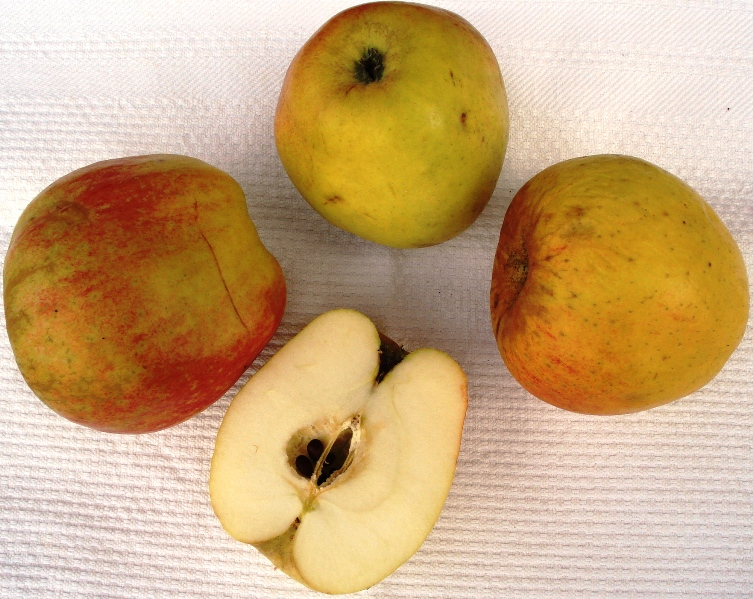
Finkenwerder Herbstprinz
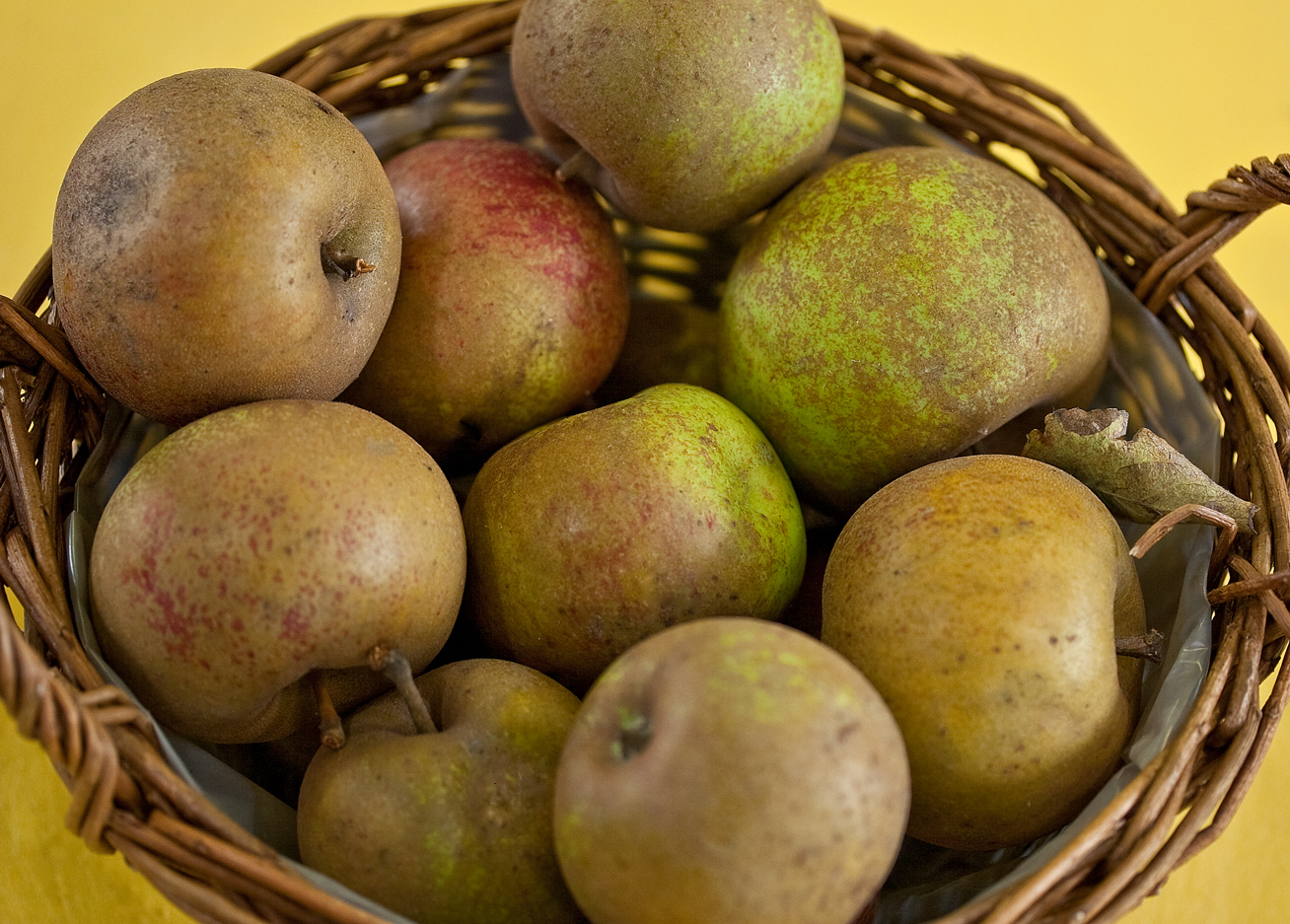
Graue Herbstrenette
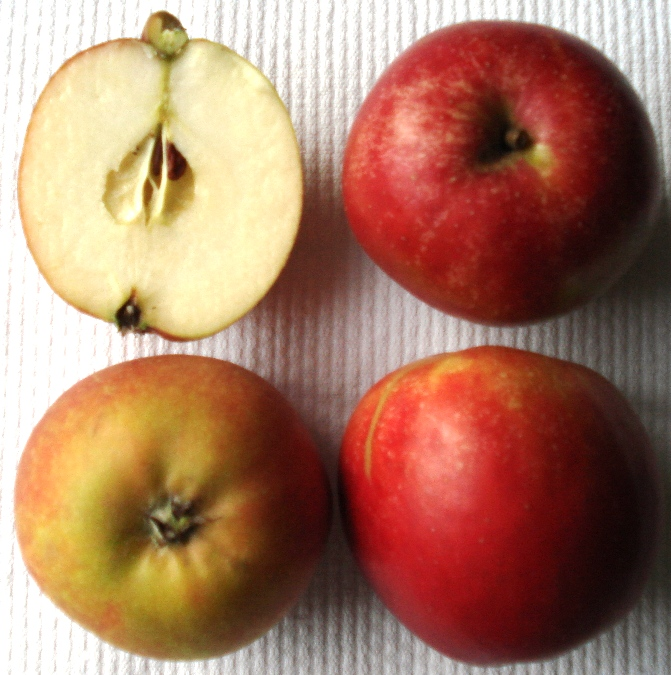
Holsteiner Cox
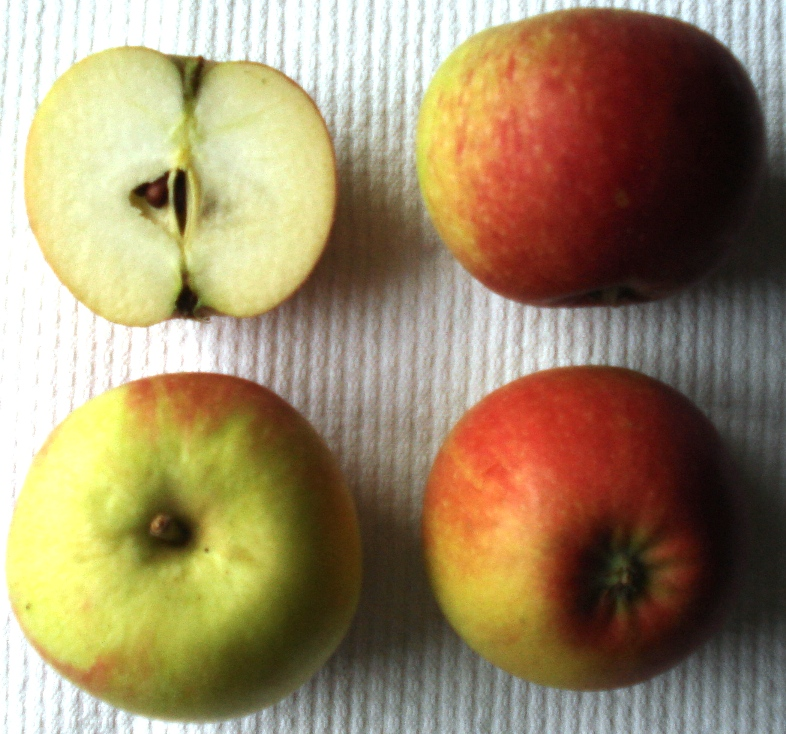
Alkmene

## Winteräpfel
Mit Winteräpfel sind Apfelsorten gemeint, die nach der Ernte im Herbst – meist im Oktober oder November – zwei Monate oder länger lagern konnten und die dann gewöhnlich erst im Dezember oder später genussreif waren. Bei Winteräpfeln handelte es sich demnach um sogenannte Lagersorten (Lagerapfel). In einigen Ausnahmefällen konnten Winteräpfel damals bis in den Juni hinein in besonderen, im Boden befindlichen Lagerstätten (den Erdmieten) „eingemietet“ werden. Ein Beispiel für extrem lange Lagerbarkeit war der Rote Eiserapfel, der sich eingemietet bis zum Sommer des übernächsten Jahres halten konnte. Vor der permanenten Versorgung mit Äpfeln aus Neuseeland, Chile und Südafrika waren die lange haltbaren Winteräpfel eine der wichtigsten Quellen für die Versorgung mit Obst. Eine eindeutige und klare Trennung von Winterapfel-Sorten von Herbstapfel-Sorten ist nicht möglich, da einige Sorten von Oktober bis März genussreif waren.
Beispiele für Winteräpfel
Typische Winterapfelsorten sind neben dem bereits erwähnten Roten Eiserapfel der Borsdorfer Apfel, Finkenwerder Herbstprinz, Glockenapfel, Gloster, Ontarioapfel, Rheinischer Bohnapfel und Altländer Pfannkuchenapfel, außerdem Berlepsch, Rote Sternrenette, Schöner von Boskoop, Topaz und Weißer Winter-Calville (wegen des Geschmacks auch Erdbeer- oder Paradiesapfel genannt). Daneben gibt es noch viele weitere Sorten, die zum Teil nur regional verbreitet sind (sogenannte Lokalsorten, zum Beispiel Roter Pariner und Edler von Leipzig).

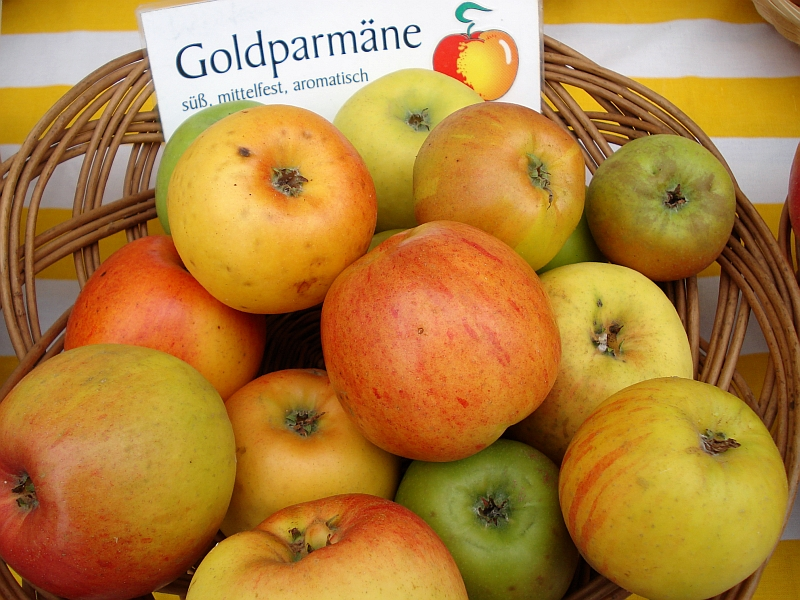
Wintergoldparmäne
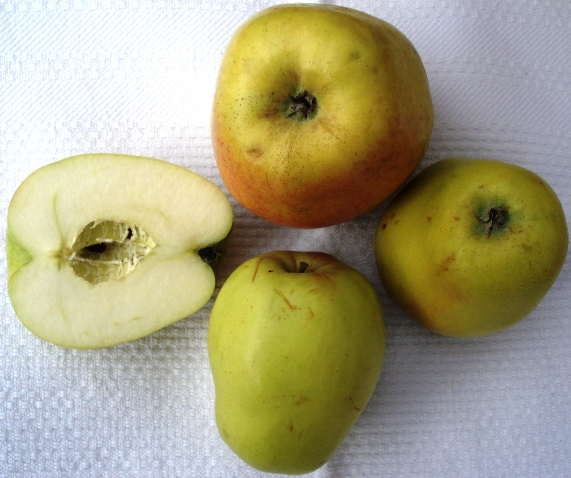
Weißer Winterglockenapfel
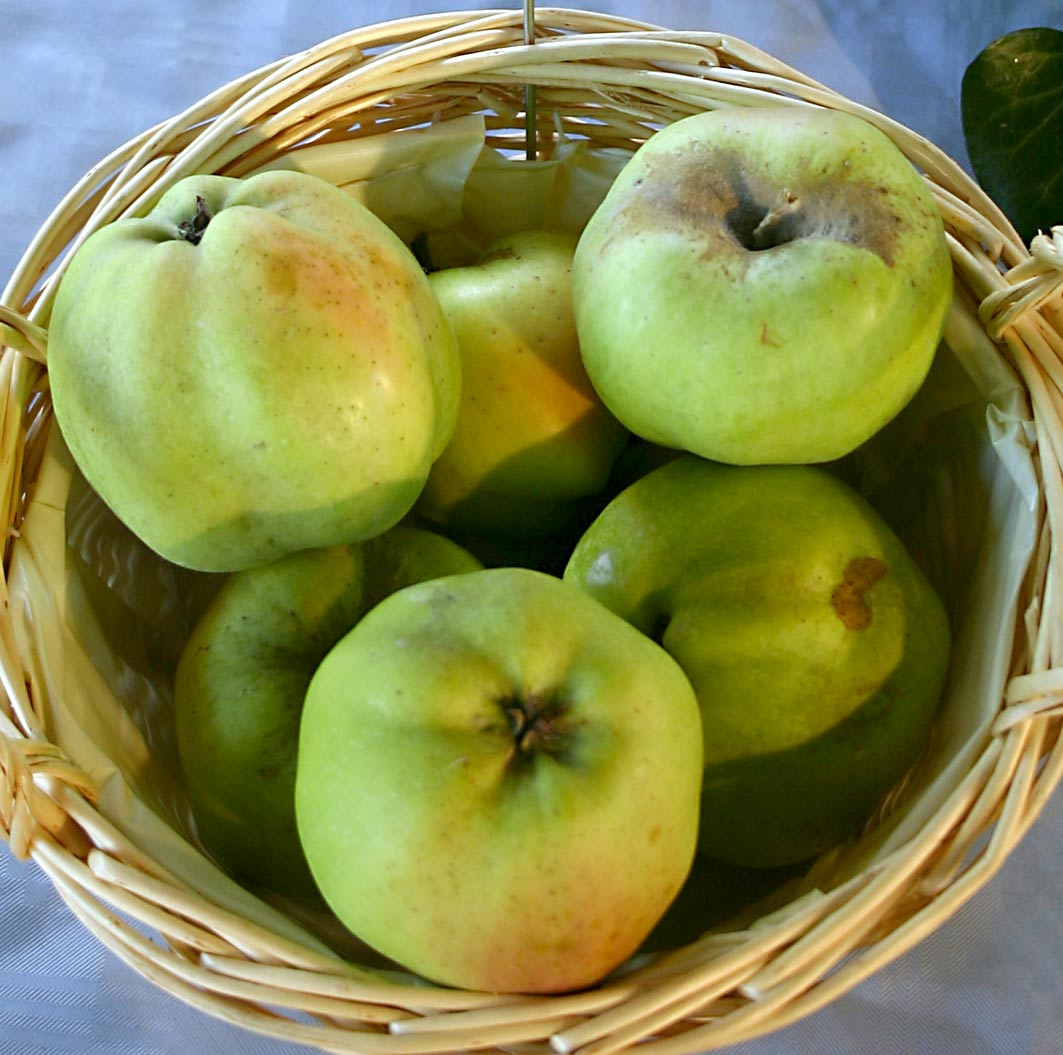
Weißer Winterkalvill
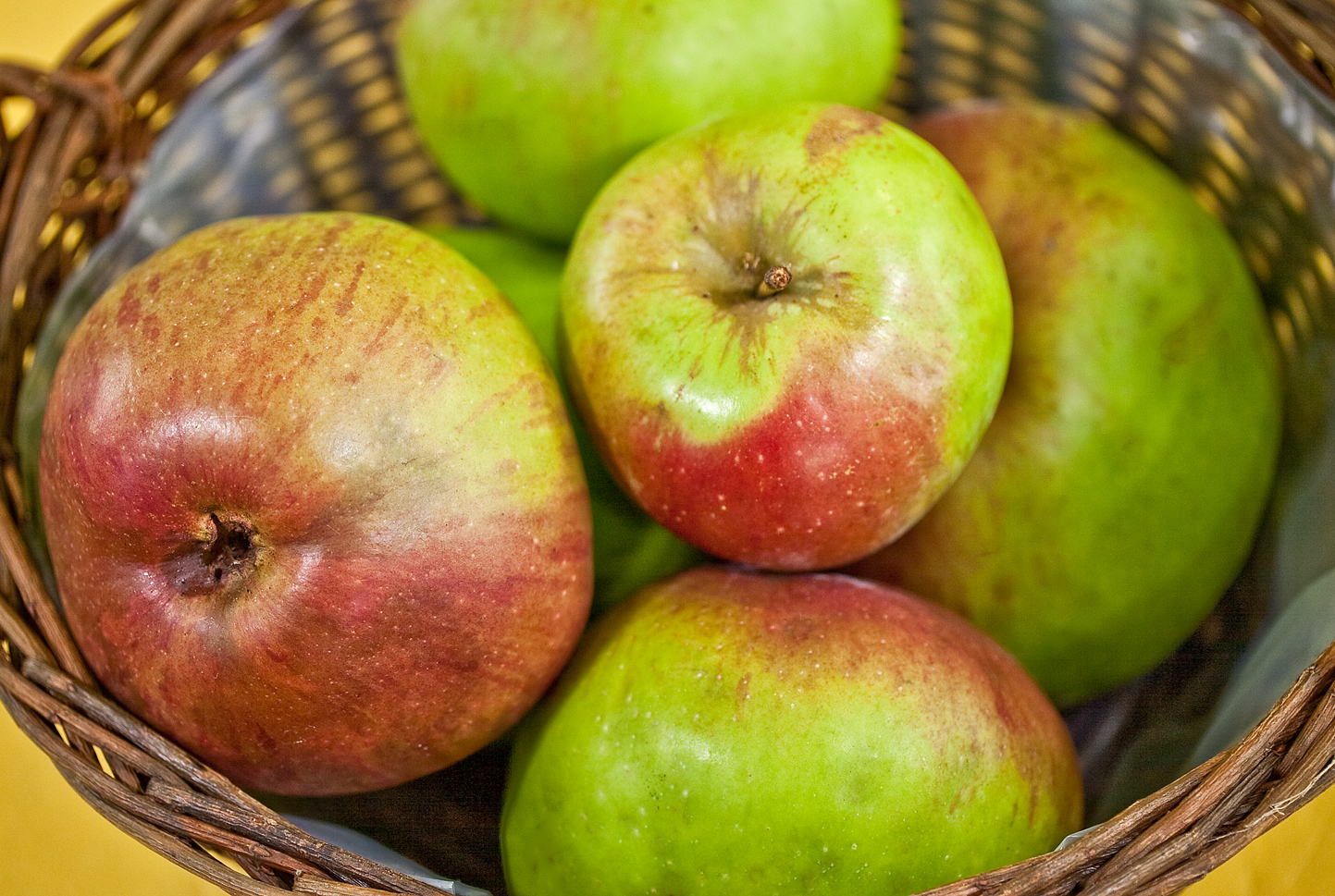
Rheinischer Winterrambour
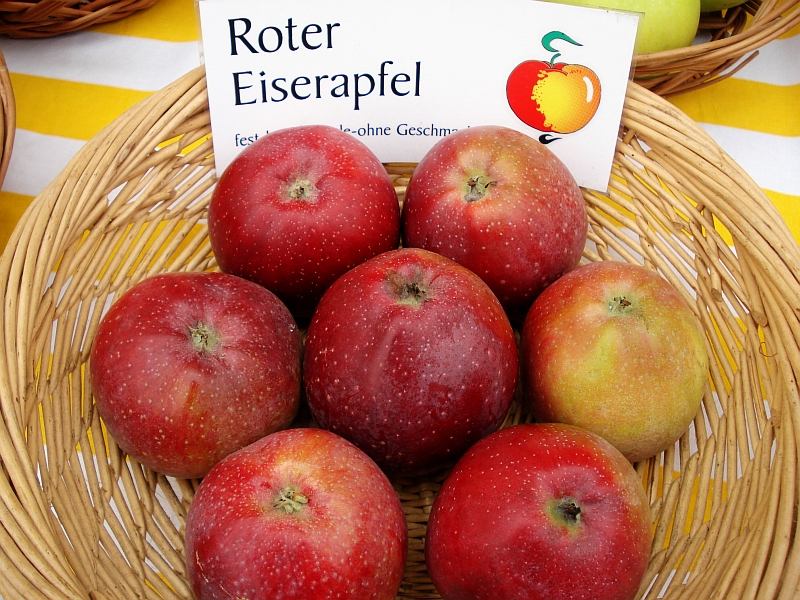
Roter Eiserapfel
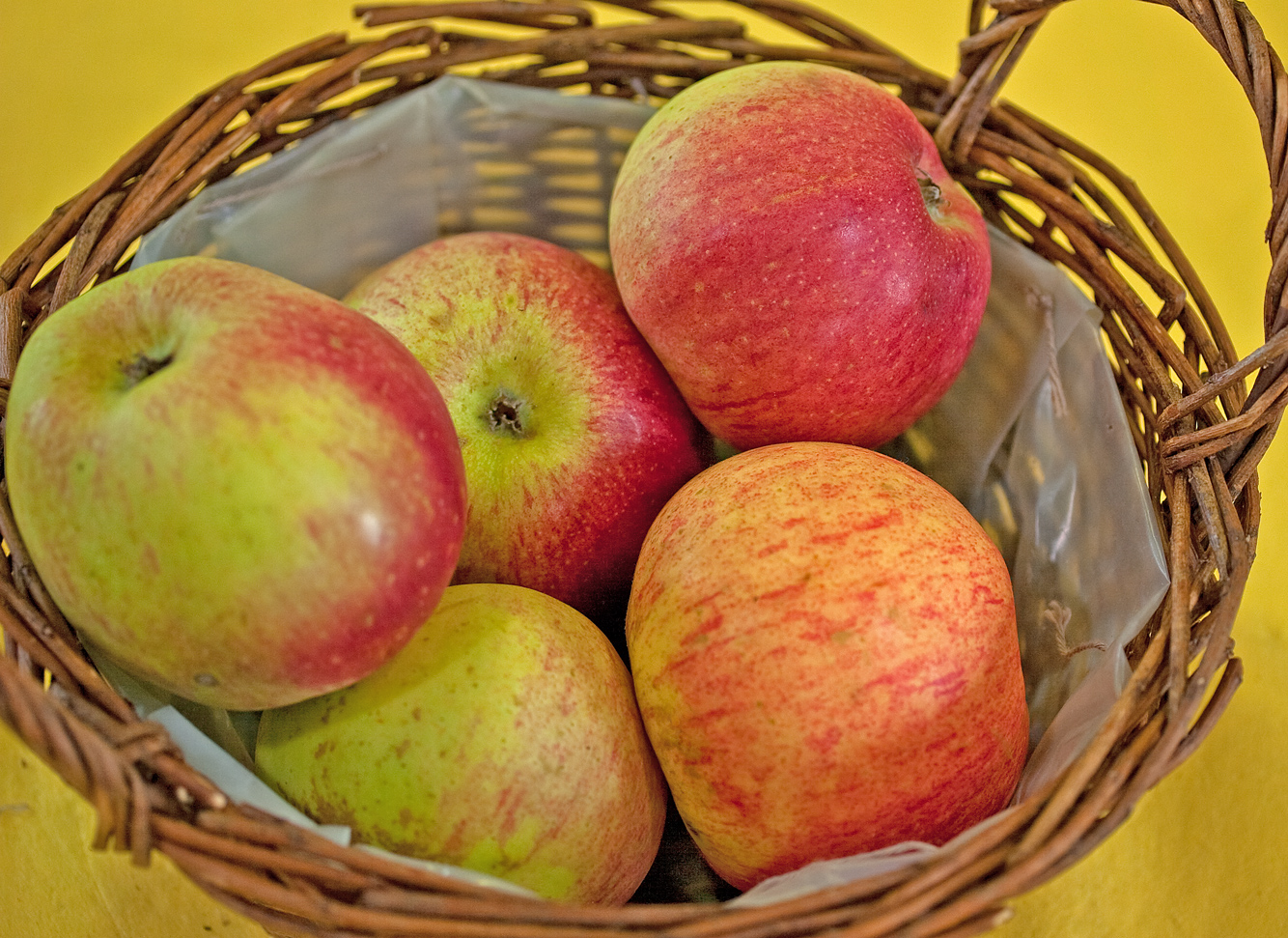
Baumanns Rote Winterrenette

## Weihnachtsapfel
Als Weihnachtsapfel wurden umgangssprachlich eher kleine und zumeist rote Winteräpfel bezeichnet. Diese wurden, bevor Christbaumschmuck aus Glas aufkam und für die breite Bevölkerung bezahlbar wurde, zum Dekorieren von Tannenzweigen bzw. Weihnachtsbäumen verwendet. Dafür war eine geringe Größe (um ein Aufhängen auch an dünnen Zweigen zu ermöglichen), eine schöne – meist rote – Färbung und eine blank polierbare Schale wünschenswert. Die roten Weihnachtsäpfel lieferten die Vorlage für die heutigen Christbaumkugeln; angeblich erfand ein verarmter Glasbläser aus dem thüringischen Lauscha 1847 den Glasschmuck, weil er sich echte Äpfel nicht leisten konnte.
Es gibt eine große, im Wesentlichen regionale Vielfalt an Weihnachtsäpfeln, bei denen es sich meist um alte Apfelsorten handelt. Beispiele: Rote Sternrenette, Roter Pariner, Purpurroter Cousinot, Purpurroter Zwiebelapfel und Spartan. Heute spielen Weihnachtsäpfel kaum noch eine Rolle.

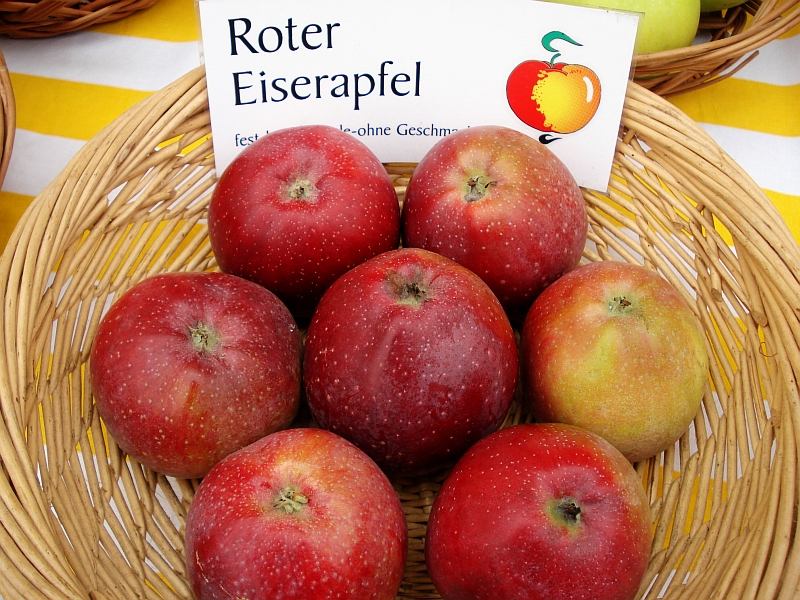
Roter Eiserapfel
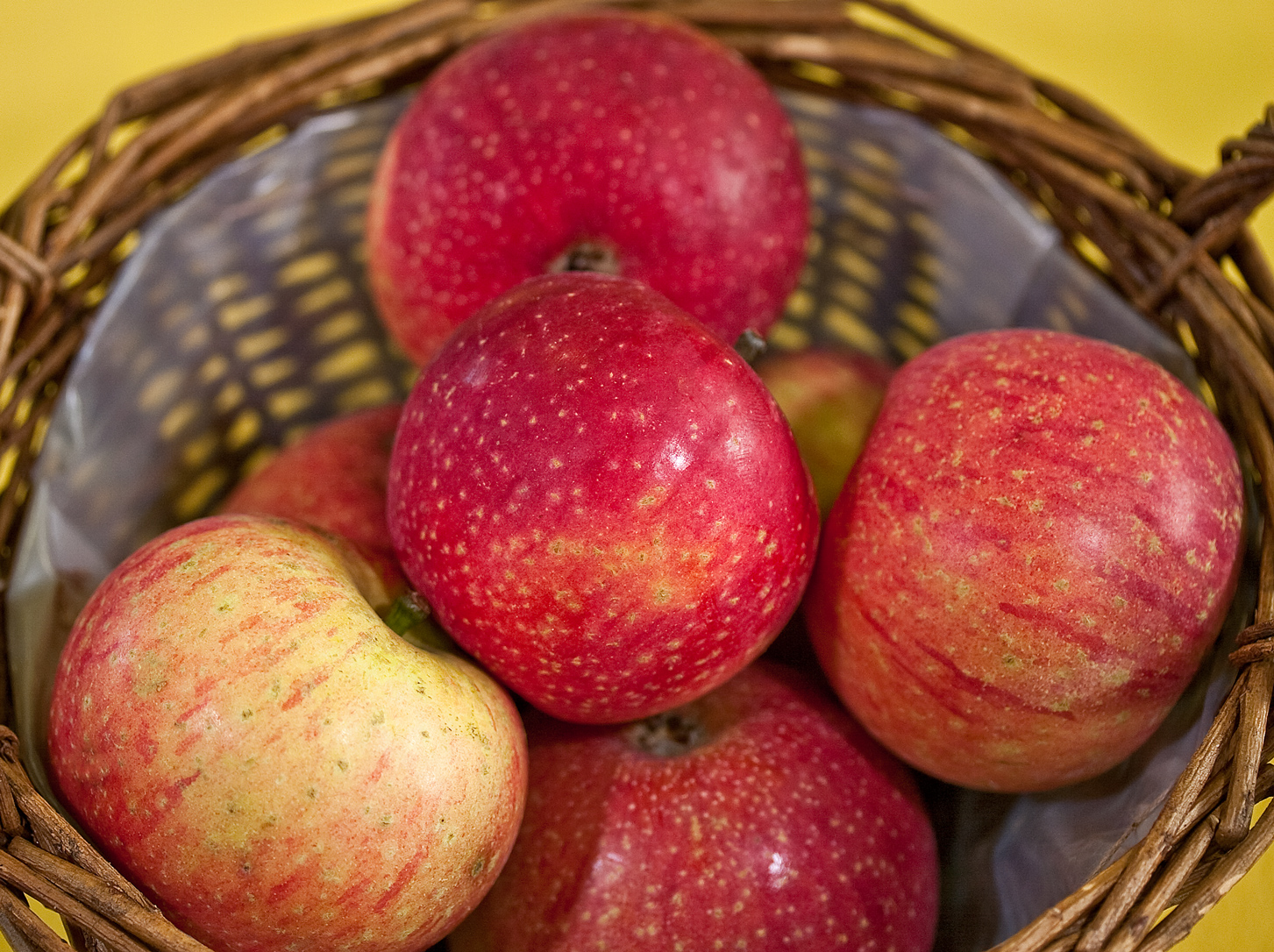
Rote Sternrenette
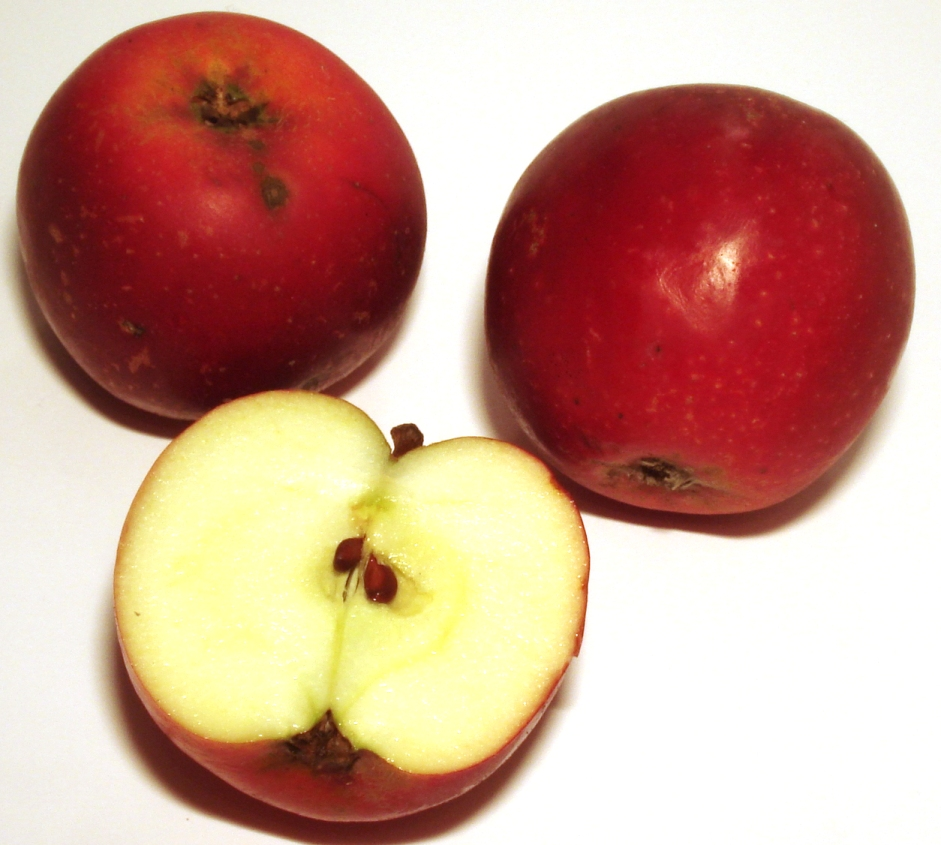
Roter Pariner
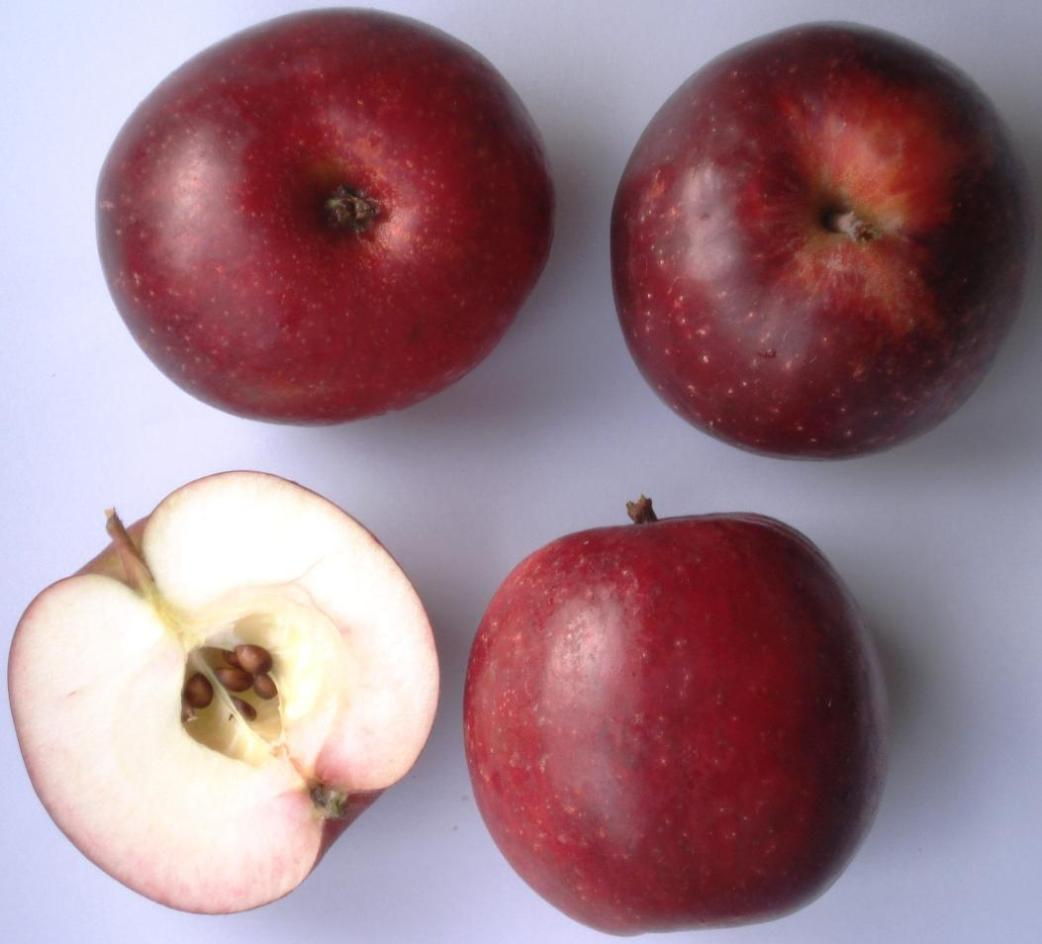
Purpurroter Cousinot
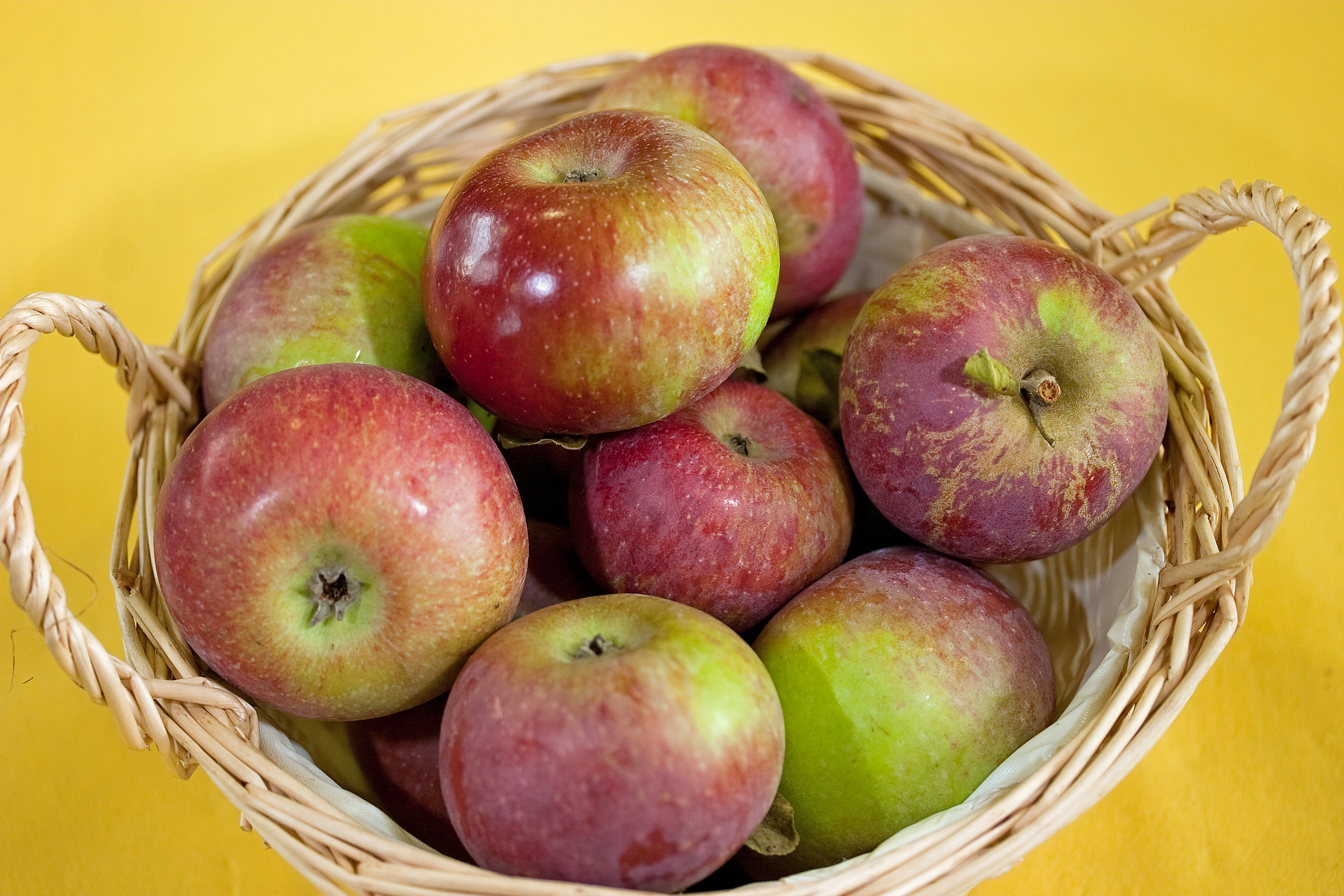
Purpurroter Zwiebelapfel
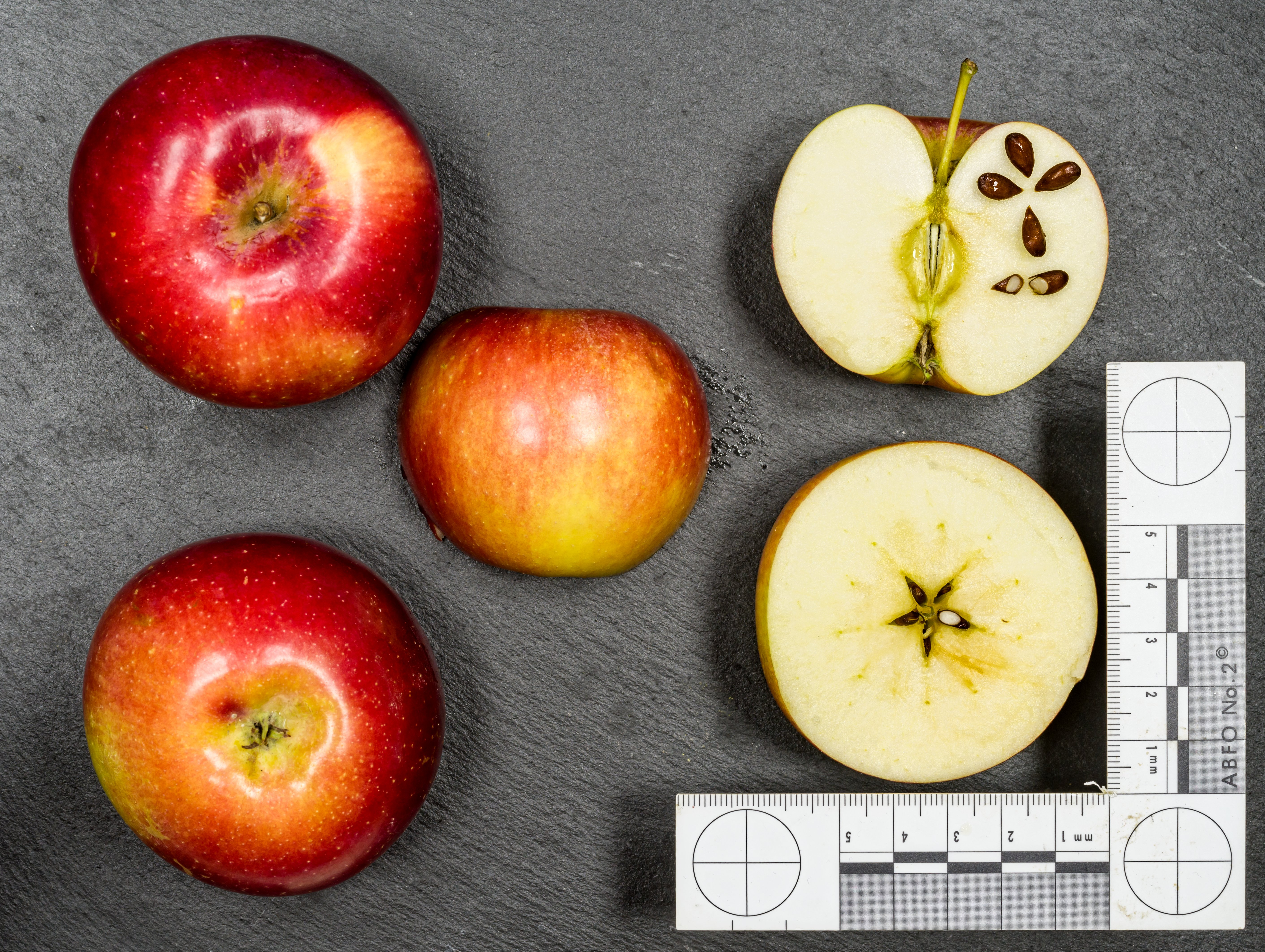
Spartan